# فرودگاه کوساپسکل
فرودگاه کوساپسکل (به انگلیسی: Causapscal Airport) یک فرودگاه همگانی است که یک باند فرود شن دارد و طول باند آن ۹۱۴ متر است. این فرودگاه در کشور کانادا قرار دارد و در ارتفاع ۱۰۴ متری از سطح دریا واقع شده‌است.